# Diplosolen
Diplosolen is een geslacht van mosdiertjes uit de familie van de Plagioeciidae en de orde Cyclostomatida. De wetenschappelijke naam ervan werd in 1918 voor het eerst geldig gepubliceerd door Canu.

## Soorten
- Diplosolen grimaldii (Jullien, 1903)
- Diplosolen harmelini Soule, Soule & Chaney, 1995
- Diplosolen intricarium (Smitt, 1872)
- Diplosolen latomarginatum (d'Orbigny, 1853)
- Diplosolen obelium (Johnston, 1838)

Niet geaccepteerde soorten:
- Diplosolen intricarius (Smitt, 1872) → Diplosolen intricarium (Smitt, 1872)
- Diplosolen obelia (Johnston, 1838) → Diplosolen obelium (Johnston, 1838)